# Mekar Kondang
Mekar Kondang is een bestuurslaag in het regentschap Tangerang van de provincie Banten, Indonesië. Mekar Kondang telt 4724 inwoners (volkstelling 2010).